# Pierre Plihon
Pierre Plihon (Nizza, 26 ottobre 1989) è un arciere francese.

## Palmarès
- Mondiali

Città del Messico 2017: argento nella gara a squadre.
- Giochi europei

Minsk 2019: oro nella gara a squadre.
- Europei

Echmiadzin 2014: oro nella gara a squadre e bronzo nell'individuale.